# Ford Orion
Ford Orion — среднеразмерный автомобиль компании Ford Motor Company, выпускавшийся с 22 июля 1983 года по 19 сентября 1993 года. За это время было выпущено 3,534,239 Орионов.

### Orion Mark I
В начале 1980-х имидж и линейка автомобилей европейского филиала «Форда» сильно поменялись. Старые седаны, стали заменяться главным образом новыми хетчбэками, от Ford Escort до Granada, и Sierra, который шёл вместо Cortina.
Ford Orion, в свою очередь был разработан, чтобы заполнить потребности рынка 4-дверных седанов, которые появились вследствие исчезновения Ford Cortina. Спереди Orion выглядел подобно Эскорту, но сзади машины полностью отличались; у Orion был длинный плоский выступ багажника. Хотя длина Orion’а была как у Ford Sierra, у последнего было больше места для ног сзади.
Первоначально Ford Company предлагала Orion только в GL и Ghia уровнях отделки салона, допускающих самые низкие уровни, в сравнении с Эскортом. Доступны были двигатели 1300 cc и 1600cc CVH (хотя на Ghia ставились и карбюраторные и инжекторные 1,6 л). Более низкая L-модель была введена в 1984 году, и получила дизельный двигатель 1,6 л., который ставился и на GL-версию.
Стандартными особенностями версии Ghia 1.6i были — центральный замок, люк, передние спортивные кресла, электростеклоподъёмники, задние подголовники, тахометр и информационный компьютер, сообщающий водителю, когда транспортное средство нуждалось в обслуживании.
Все эти особенности были достаточно редки для семейного автомобиля 1980-х, на что указывали продавцы своими претензиями. Конкурентами Ориона в этом классе были — Volkswagen Jetta, Rover 213/216, Vauxhall Belmont, Daihatsu Charmant.
Orion 1.6i имел тот же самый двигатель, что и Escort XR3i и выдавал ту же производительность и был так же управляем, вследствие чего в конце 1980-х приобрел значок XR. В 1989 году 1.6i, был также выпущен ограниченным количеством с улучшенной отделкой, и был назван 1600E. Orion 1600E был доступен в чёрном, белом цветах и в сером металлике, деревянную отделку на приборной панели и дверях, и кожаные сидения серого цвета.
В конечном счете, по прошествии лет, Ford стал привносить в процессы моделирования и разработки Orion’а близкие к Escort’у элементы.

### Orion Mark II
В 1986, Orion обновился так же, как и линейка Escort. Mark II получил ABS, механического типа с ременной передачей и электроподогрев ветрового стекла. Среди прочих изменений — модернизация двигателей CVH, установка других замков на двери и прочее.

### Orion Mark III
Дебют третьего поколения Ориона состоялся в сентябре 1990 года, и получил приблизительную оценку критиков.
Как с Escort’ом, приобретение двигателей Zetec 16 Valve и изменения подвески в 1992 году, улучшили динамические качества Orion’ов. Самые быстрые Орионы за все время выпуска имели название Orion Ghia Si и выдавали 130 bhp (97 kW) из их 1,8-литровых двигателей DOHC Zetec.

### Версии седан поздних Escort’ов
В сентябре 1993, Ford прекратил ставить шильдик Orion (следом за Vauxhall, который в 1991 году сделал то же самое с Belmont’ами) в большинстве салонов (кроме Аргентины), и попросту стал использовать название Escort для всех кузовов, и фактически оставался одной из самой продаваемой моделей в списке фордовских машин. Выпуск седанов Escort прекратился в 1998, когда продукция обновилась семейством Ford Focus.